# ياوان

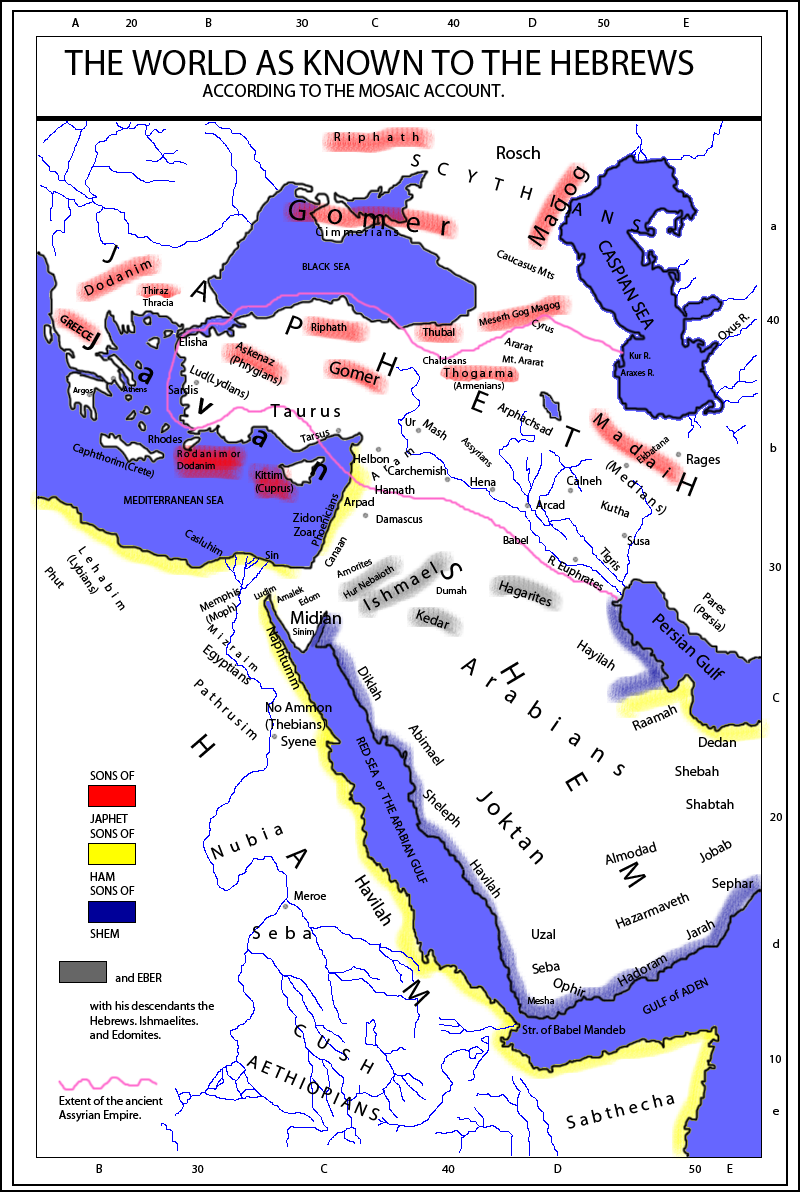
العالم كما هو معروف للعبرانيين

ياوان هو الابن الرابع ليافث بن نوح وفقا لسفر التكوين الفصل 10 في الكتاب المقدس العبري. يذكر يوسيفوس بأن الاعتقاد التقليدي أن ياوان هو جد اليونان.
بينما يرتبط ياوان عمومًا باليونانيين القدماء واليونان، يرتبط أبناؤه (كما هو مذكور في سفر التكوين 10) بمواقع في شمال شرق البحر الأبيض المتوسط والأناضول، وهي: إليشا (قبرص الحديثة)، وترشيش (طرسوس في سيليسيا)، وكيتيم (قبرص الحديثة)، ودودانيم (جزيرة رودس، غرب تركيا).

## النسب
هو ياوان بن يافث بن نوح بن لامك بن متوشلخ بن أخنوخ بن يرد بن مهلائيل بن قينان بن أنوش بن شيث بن آدم.